# Matuzići
Matuzići (en cyrillique : Матузићи) est une localité de Bosnie-Herzégovine. Elle est située dans la municipalité de Doboj Jug, dans le canton de Zenica-Doboj et dans la fédération de Bosnie-et-Herzégovine. Selon les premiers résultats du recensement bosnien de 2013, elle compte 2 808 habitants.
Matuzići est le siège de la municipalité de Doboj Jug. Avant la guerre de Bosnie-Herzégovine, la localité était rattachée à la municipalité de Doboj ; à la suite des accords de Dayton, elle a été rattachée à la municipalité de Doboj Jug nouvellement créée et intégrée à la fédération de Bosnie-et-Herzégovine.

## Démographie

### Évolution historique de la population
| 1948 | 1953 | 1961 | 1971  | 1981  | 1991  | 2013  |
| ---- | ---- | ---- | ----- | ----- | ----- | ----- |
| -    | -    | 880  | 1 197 | 1 540 | 1 783 | 2 808 |

|  |